# Antoine Bussy
Pour les articles homonymes, voir Bussy.
Antoine Alexandre Brutus Bussy, né à Marseille le 29 mai 1794 et mort à Paris le 1er février 1882, est un pharmacien et chimiste français.

## Biographie
Il est admis au lycée de Marseille (actuel lycée Thiers), où il suit une scolarité brillante. Il est ensuite admis à l'École polytechnique (Promotion X1813), où il suit les cours du chimiste et futur membre de l'Académie des Sciences Pierre Robiquet, qui deviendra son mentor tant dans sa spécialisation dans le domaine de la chimie que dans la conduite de sa carrière de pharmacien, et dont il restera très proche jusqu'à la mort de ce dernier en 1840.  Il soutient sa thèse de doctorat en chimie à l'École de pharmacie à Paris en 1823. En 1832, il devient docteur en sciences médicales. Il enseigne à l'École de pharmacie de 1824 à 1874. Il est élu membre de l'Académie des sciences en 1850. Il devient président de l'Académie de médecine en 1856 et de la Société de pharmacie de Paris en 1836 et 1868.

## Principaux travaux
En 1828, il isole pour la première fois le nouvel élément béryllium, indépendamment de Friedrich Wöhler. Après que Humphry Davy, en 1809, est parvenu à préparer une petite quantité de l'élément magnésium par électrolyse, Bussy réussit en 1830 à en préparer de plus grandes quantités. Il entreprend également des recherches dans le domaine des composés organiques. C'est lui qui a attribué en 1833 le nom acétone au composé.

## Écrits et publications scientifiques
- Éloge de Pierre Robiquet, Journal de Pharmacie, avril 1841, p. 220-242, par Antoine Bussy
- Mémoire sur le Radical métallique de la Magnésie
- A. Bussy et A.-F. Boutron-Charlard, Traité des moyens de reconnaître les falsifications des drogues simples et composées et d’en constater le degré de pureté, Paris, Thomine, 1829, 507 p. (lire en ligne)